# Vrtogoš
Vrtogoš (izvirno srbsko Вртогош) je naselje v Srbiji, ki upravno spada pod Mesto Vranje; slednja pa je del Pčinjskega upravnega okraja.

## Demografija
V naselju živi 1043 polnoletnih prebivalcev, pri čemer je njihova povprečna starost 40,2 let (39,2 pri moških in 41,2 pri ženskah). Naselje ima 340 gospodinjstev, pri čemer je povprečno število članov na gospodinjstvo 3,99.
To naselje je, glede na rezultate popisa iz leta 2002, večinoma srbsko.
|  |

| Demografija | Demografija     | Demografija     |
| Leto        | Št. prebivalcev | Št. prebivalcev |
| ----------- | --------------- | --------------- |
|             |                 |                 |
|             |                 |                 |
|             |                 |                 |
|             |                 |                 |
| 1948        | 1535            |                 |
| 1953        | 1570            |                 |
| 1961        | 1576            |                 |
| 1971        | 1425            |                 |
| 1981        | 1387            |                 |
| 1991        | 1340            | 1337            |
| 2002        | 1369            | 1355            |
|             |                 |                 |

| Etnična sestava po popisu iz leta 2002 | Etnična sestava po popisu iz leta 2002 | Etnična sestava po popisu iz leta 2002 | Etnična sestava po popisu iz leta 2002 | Etnična sestava po popisu iz leta 2002 |
| -------------------------------------- | -------------------------------------- | -------------------------------------- | -------------------------------------- | -------------------------------------- |
| Srbi                                   | Srbi                                   |                                        | 1.347                                  | 99,40%                                 |
| Makedonci                              | Makedonci                              |                                        | 3                                      | 0,22%                                  |
| Neznano                                | Neznano                                |                                        | 3                                      | 0,22%                                  |